# 小野由美
小野 由美（おの ゆみ、1968年8月11日 - ）は、日本のタレント、元グラビアアイドル、歌手。山梨県出身。メロディー・アイランド所属。

## 人物・来歴
1987年3月21日、バンダイ・オリジナル・アニメ『魔龍戦紀』主題歌「Heart-Break症候群」で歌手デビュー。モモコクラブにも所属し、桃組出席番号713番だった。
1988年発売の1stイメージビデオ「明日も逢ってくれますか」にてヌードを披露。なお、同ビデオの発売元はアダルトビデオレーベルの宇宙企画ではあるが、同作品には男性等との絡みは一切ない。その後は、ヌードグラビアの仕事が増えていくが、歌手やテレビタレントとしても活躍した。

## ディスコグラフィ

### シングル
| #                          | 発売日         | タイトル                 | B面                    | 規格           | 規格品番       |
| リバスター音産             | リバスター音産 | リバスター音産           | リバスター音産         | リバスター音産 | リバスター音産 |
| -------------------------- | -------------- | ------------------------ | ---------------------- | -------------- | -------------- |
| 1st                        | 1987年3月21日  | Heart-Break症候群        | ENDLESS FREEWAY        | EP             | 7RC-0076       |
| ヴァーンメディア           |                |                          |                        |                |                |
| 2nd                        | 1990年9月25日  | バイ・バイ・ブルーボーイ | 敏感少女               | 8cmCD          | VMDH-1002      |
| NECアベニュー yumi・o 名義 |                |                          |                        |                |                |
| 3rd                        | 1996年9月21日  | 遠夢(あこがれ)           | あなたの夢見て眠りたい | 8cmCD          | NADL-3007      |

### タイアップ
| 曲名              | タイアップ                                       |
| ----------------- | ------------------------------------------------ |
| Heart-Break症候群 | バンダイ・オリジナル・アニメ『魔龍戦紀』主題歌   |
| MEMORIES          | OVA『バルテュス ティアの輝き』エンディングテーマ |

## 書籍

### 写真集
- YUMING vs YUMIC（1988年8月25日、英知出版）
- QUATRE SAISONS（1989年8月11日、英知出版）
- 美・レジェンド（1990年7月10日、大陸書房）
- HINANO（1994年4月22日、竹書房）

## イメージビデオ
- 明日も逢ってくれますか（1988年3月3日、宇宙企画）
- 美少女Hi-Fi写真館Vol.7 鏡の中の約束（1989年10月2日、英知出版）
- 心に一輪（1989年12月6日、宇宙企画）

## 出演

### Vシネマ
- DINO（1994年）

### ゲーム
- 小野由美のジャンピング・クエスト（宇宙企画・英知出版 1989年4月）- PC-8801mkIISR以降 5インチソフト

## 備考
漫画家の相原コージが小野由美のステージとサイン会をたまたま目撃し、随筆漫画「神の見えざる金玉」の1章で題材にしている。